# 向秀麗
向秀丽（1933年5月13日—1959年1月15日），女，汉族，籍贯广东清远，出生于广州市一个贫民家庭。1948年后，向秀丽进入广州的药厂工作。1958年12月13日晚，向秀丽为了阻止一场严重的火灾事故，舍身救火，严重烧伤。经过一个多月的抢救后，向秀丽于1959年1月15日逝世，终年25岁。
向秀丽逝世后，其生平事迹于1959年至1960年代被中国共产党和中华人民共和国政府广泛宣传，成为了当时中国人民学习的英模榜样。

## 家庭出身
向秀丽的祖籍位于今清远市清城区洲心街道洲沙村头村，向秀丽的出身为清城向氏，属广府民系。清城向氏祖源河南，北宋末年南迁至广东南雄珠玑巷，传至向悦来时辗转定居于四会地豆。元末明初，向悦来的后人迁入清远，向秀丽的远祖择居于今洲心街道洲沙祖屋村。明末清初，向秀丽的远祖从洲沙祖屋村迁至洲沙村头村。清末民初，向秀丽的爷爷从村头村迁至广州居住，至此，向秀丽一家于广州定居。
1933年5月13日，向秀丽出生于广州市（今属越秀区大塘街道高华里麟趾巷）的一个贫民家庭。向秀丽的父亲是向裕德，母亲是容凤萍，哥哥是向亚煊，三个姐姐则分别是向亚珍、向亚金、向亚继。向秀丽在这个共有十三个孩子的家庭里排名第八，所以也被唤作“八妹”。向裕德是个小盐贩，而容凤萍则在家里编织草席，补贴家用。

## 早年生活
1938年，广州沦陷。向秀丽随家人逃难至肇庆。在随后的日子里，向秀丽的三个兄弟、两个姐妹都死于疾病或饥饿。抗日战争期间，肇庆频繁受到日军空袭。到了1942年，向秀丽一家只得从肇庆逃难至首洞村（今属肇庆市高要区南岸街道定江村），并在村民的帮助下有了一处居所。
由于战乱的缘故，向裕德难以维持生计。为了家庭的生存，也为了让自己的女儿不致饿死，向裕德只好将向秀丽送给村中的地主荣亚森，让她做地主家的养女（实为丫鬟）。向秀丽到了地主家后，受尽虐待，直到1946年，向裕德才返回首洞村，将向秀丽带回广州居住。
1948年，向秀丽进入广州的和平制药厂做臨時工。1952年，中共广州市荔湾区委派工作组进厂，筹备建立工会。向秀丽第一个响应，提出入会要求。当时，她是药厂的计件工。而加入工会、担任工会干部后，向秀丽经常占用生产时间做工会工作，每个月的工资也因而从40多元降为20多元。上级工会决定设法照顾向秀丽，她却说：“工会工作是为大家的，困难再多也得做好，我的工资虽然减少了，但总比解放前好多了。”1954年11月，向秀丽加入了中国共青团。1956年公私合营后，和平制药厂并入何濟公药厂，向秀丽也被分配为何济公药厂的包装工。1958年，何济公药厂决定试制新产品，向秀丽被调去参加试制甲基硫氧嘧啶（一种抗甲状腺药物），成为一名制药工。向秀丽仅接受过三年多的夜校教育，但她只用了不到一个月的时间，就初步地掌握了化学药剂的制作方法。1958年10月初旬，向秀丽成为了中国共产党的预备党员。

## 舍身救火
1958年12月13日晚，三位当班的女工：向秀丽、罗秀明和蔡秋梅在药厂四楼的化工车间里制造甲基硫氧嘧啶。当时，罗秀明将一瓶净重25千克的无水酒精倒入量杯，向秀丽见她操作吃力便上前帮忙。正当向秀丽开始倒第三杯无水酒精的时候，满载着酒精的瓶子突然滑落、破裂。20多千克的无水酒精倾泻而出，四处流散，甚至渗透到向秀丽的鞋上和衣衫上。此时，车间内有十个煤炉正在燃烧着，无水酒精受到热辐射后迅速地燃烧起来。不巧的是，七桶60多千克重，受煤油浸泡的金属钠放置在离酒精倾泻处不到四米远的右侧角落。
由于金属钠遇到水会产生易燃易爆的氢气并放热引发爆炸，再加上金属钠的存贮有“远离火种、热源”的要求。向秀丽担心：金属钠如果爆炸（尽管在这种情况下，浸在煤油里保存的金属钠只会剧烈燃烧，几乎不会引起爆炸），将会毁掉整个厂区，殃及到附近的上下九商业区。因此，向秀丽没有多想，便伸出双手，尽力阻碍酒精的流动。随后，向秀丽和罗秀明动手，快速地将毛巾丢到地上吸酒精。此时，火势蔓延到了向秀丽的鞋上和衣衫上。蔡秋梅见状，高声喊道：“阿丽，你身上着火了，快走吧！”，并试图扑灭向秀丽身上的火。然而向秀丽将蔡秋梅推开，并对她说到：“不要管我，快去叫人救火！”
最终，这场火灾被闻声赶来抢救的人们扑灭了，而向秀丽被严重烧伤，全身烧伤面积达67.25%，其中二、三度烧伤占64.75%。向秀丽在医院里休克了三天三夜，一醒过来就问：“金属钠有没有爆炸？工厂有没有损失？罗秀明有没有受伤？”。其实，在向秀丽入院的第三天，她便感染上了绿脓杆菌和金黄色葡萄球菌，病情也进一步地恶化。但向秀丽在极大的痛苦中，还能和医务人员一起讲故事、唱粤曲，立下“和伤痛苦战一个月，争取早日回工厂去”的誓言。
向秀丽住院期间，有六百多名群众前去医院，为她献血、捐皮。尽管医院尽力抢救，但在火灾结束的第三十三天后，向秀丽仍因为伤势严重，抢救无效，于1959年1月15日12时43分去世，终年25岁。

## 纪念

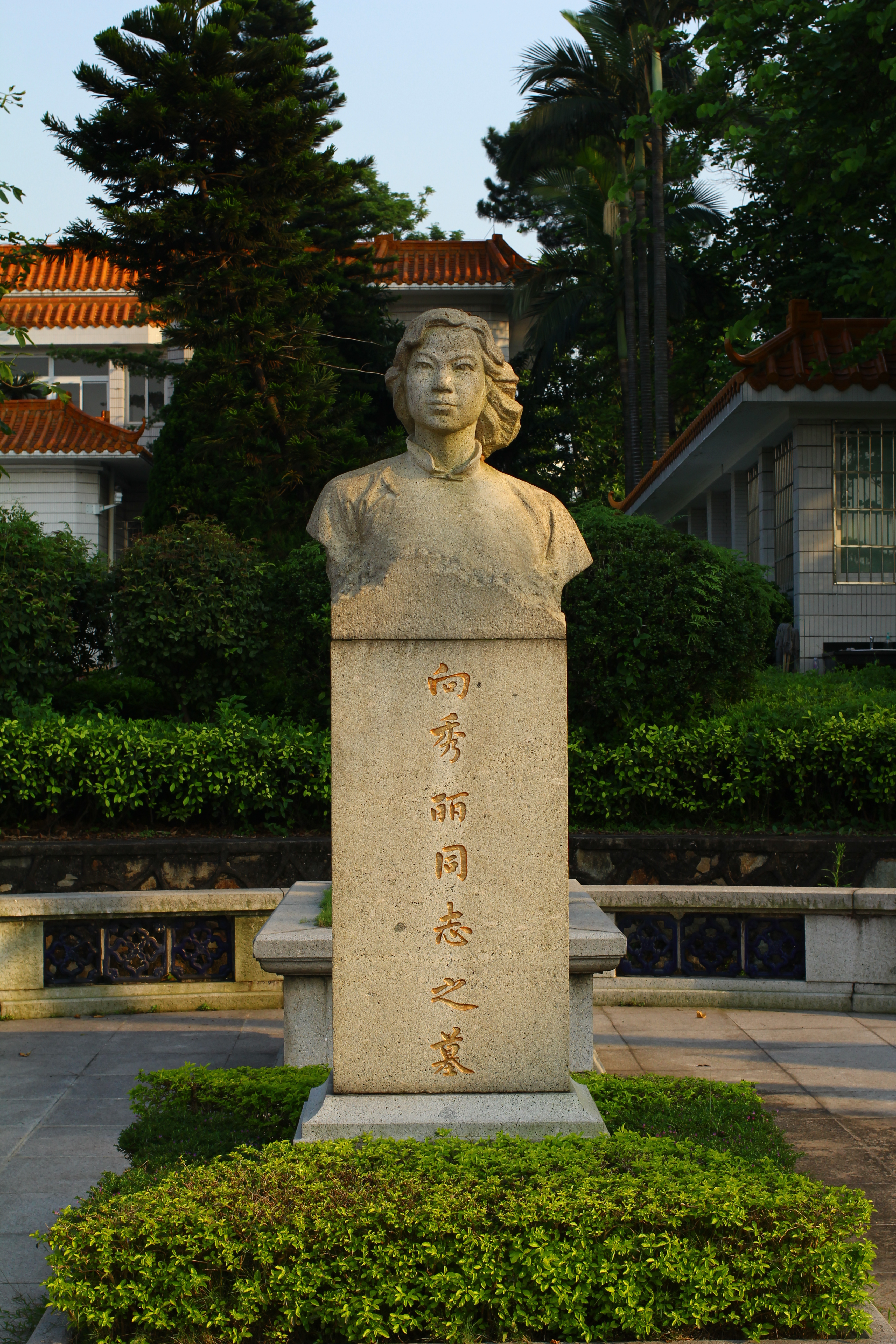
向秀丽同志之墓

向秀丽逝世后，《人民日报》等各大报纸纷纷报道向秀丽的救火事迹，中国大陆各地也掀起了“学习向秀丽精神”的热潮，林伯渠、董必武、郭沫若、陶铸、陈毅等党和国家领导人纷纷为她做诗题词。1959年1月，中共广州市中区区委追认其为中共正式党员；同年，广州市人民政府追认其为革命烈士。1982年8月，广州市人民政府将下九路何济公药厂的原址楼宇命名为“秀丽楼”。。
向秀丽犧牲後，葬於银河革命公墓内。
1966年文化大革命期間，當地政府將恩寧路、第十甫路、下九路、上九路、大德路這五條馬路，改名「秀麗一、二、三路」，直至1981年才恢復原名。
21世纪后，清远市委、市政府为了纪念向秀丽，对三角公园进行升级改造，并将其更名为向秀丽公园，于园内建设向秀丽纪念馆、向秀丽纪念像广场等。
向秀麗捨身救火的事跡，持續被引用及傳揚，例如跳橡皮筋時的歌謠，「向秀麗，頂呱呱，雄雄烈火也不怕，英勇犧牲為國家。」、京韻大鼓曲目「黨的好女兒向秀麗」及一些相關的員工培訓會上等。
2009年年9月10日，向秀丽被追评为“100位新中国成立以来感动中国人物”之一；2019年9月25日，向秀丽被追评为“最美奋斗者”。

## 评价
今天文书同志从团里拿回来几本新书，其中《向秀丽》这本书把我吸引住了。我拿了这本书，一口气读完了10多页，越读越使我感到浑身是劲，越读越使我敬佩，越读越想读……我用了4个多小时一字字一句句读完了这本书。读过之后，使我提高了阶级觉悟，加深了对剥削阶级的仇恨，村劳动人民的热爱……使我懂得了热爱同志和集体，懂得了爱护国家的财产和人民的生命安全要比爱护自己的生命为重。
我决心永远学习向秀丽同志坚定的阶级立场，敢于斗争的精神；学习她耐心帮助同志、处处为集体谋利益的精神；学习她对工作极端负责任；学习她对党对人民无限忠诚；学习她爱护国家财产胜过爱护自己生命的精神；学习她在紧急关头，挺身而出。英勇牺牲的精神……我时时刻刻部要以她为榜样，经常对照自己和鞭策自己，把自己锻炼成为个坚强的无产阶级革命战士。——雷锋，写于1962年2月8日的日记
磊落光明向秀丽，扶危定倾争毫厘；一身正比泰山重，风格如斯世所师。——林伯渠，《纪念向秀丽同志》（1959年2月7日）:17
向秀丽同志。你全身都化为了光，你是英勇的献身精神的形象！酒精哪能够毁灭你呵，而是使你永生在人们心上。你没有辜负党的培养，你没有辜负人民的期望。你是优秀的党的女儿，你永远是人民的榜样！——郭沫若，《赞向秀丽同志》（1959年2月1日）:44
向秀丽，你是真正勇敢的人。你经得起考验，你经得起暴风雨。烈火毁灭不了你，你在烈火中永生。那斤斤计较个人得失的人，在你面前是多么卑鄙！——陈毅，《向秀丽歌》（节选）（1959年6月16日）:34
烈物燃烧势甚危，纵身扑火不犹疑。谨防爆炸将旁及，忍受燔包强自持。风格在于维大局，精诚所到树红旗。重伤百药都无效，忘我仪型永世垂。——董必武（写于1959年2月）:12